# Инициальное ударение
Инициа́льное ударе́ние (от лат. initialis — начальный, исходный; также начальное ударение; англ. initial stress) — тип словесного ударения, падающего в слове или акцентной группе на первый слог.

## Распространение
Языки с ударением на первый слог наряду с языками с ударением на предпоследний слог, согласно данным Всемирного атласа языковых структур, являются одними из самых распространённых в мире языков со связанным фиксированным ударением. Языки с инициальным ударением, если не считать языки со свободным ударением, доминируют в Европе — наибольшая доля языков с ударением на первый слог приходится при этом на север Европы. Также инициальное ударение широко распространено в австралийских языках. Из 502 языков, рассматриваемых во Всемирном атласе языковых структур, инициальное ударение имеют 92 языка. Эти языки представлены:
- в европейском ареале: славянские чешский, словацкий[~ 1], лужицкие[~ 2], юго-западные говоры кашубского языка[8] и смежные с чешско-словацким языковым ареалом силезские яблонкувские и чадецкие говоры, и малопольские живецкие, оравские, спишские и подгальские говоры[~ 3]; а также финно-угорские венгерский, финский, карельский, северносаамский, водский, эстонский и ливский; балтийский латышский; германские исландский и фарерский; кельтские гэльский, мэнский и ирландский; северокавказский ингушский и говоры долины Сакано верхненаваррского диалекта[англ.] изолированного баскского языка[4];
- в азиатском ареале: финно-угорский мансийский; самодийский ненецкий; палеоазиатские чукотский и нивхский; дравидийский коя[англ.]; индоарийский бенгальский; тибето-бирманский чепанг[англ.]; папуасские изолированный майбрат[англ.] и озёрно-равнинный доутаи[англ.][4];
- в австралийском и океанийском ареале: папуасские нингиль[англ.] филы Торичелли, раму-нижнесепикский[англ.] йимас, трансновогвинейские селепет[англ.] и оно[англ.], изолированный йеле, центральносоломонский[англ.] лавукалеве; меланезийские тигак[англ.], ароси, деху и иааи; австралийские матутунира[англ.], патимая, нюнгар (юат)[англ.], куниянти, валматярри[англ.], вальбири, нгарриньери[англ.], паакантьи[англ.], тияри[англ.], китапул[англ.], питта-питта[англ.], калкатунгу[англ.], кунвиньку (бининь-гун-вок), бурарра, ритаррнгу[англ.], карава (каррва)[англ.], каятилт[англ.], ангутимири[англ.], йир-йоронт[англ.], кууку-йимитирр, дирбал, кууку-яланьи (диалект языка кууку-ялантьи[англ.]), гаалпу (диалект языка тангу-тянгу[англ.]), маранунгку (диалект языка маррань[англ.]), майи-япи (диалект языка майи-кулан[англ.]), вангкумара (диалект языка реки Уилсон[англ.]), маркань (диалект языка питяра[англ.]) и диалекты языка Западной пустыни: мантьилтяра, пинтуби, коката (куката) и питянтятяра[4];
- в африканском ареале: языки банту конго и ньямбо[англ.]; нилотский ланго; атлантический диола-фоньи[англ.], а также курумфе семьи гур и суппире (супьир)[англ.] семьи сенуфо[4];
- в североамериканском ареале: изолированные семьи языков калапуя и тимукуа; юто-ацтекские языки купеньо, кауилья, команчский и яки; изолированные зуни, туника и пурепеча; мисумальпанский мискито, а также цоциль и хакальтек семьи майя[4];
- в южноамериканском ареале: аравакские ачагуа и локоно, изолированный ваорани, бора-уитотский ныподе, матакоанский уичи (матако)[англ.] и чонский теуэльче[4].

## Связанные термины
Для типов фиксированного ударения на другие слоги в лингвистике используются термины парокситоническое ударение (на предпоследний слог в слове), пропарокситоническое ударение (на третий слог от конца слова), окситоническое ударение (на последний слог в слове) и баритоническое ударение (на любой слог, кроме последнего).